# Comminication Elektrofahrzeuge
Die Comminication Elektrofahrzeuge GmbH (Eigenschreibweise: COMminiCATION Elektrofahrzeuge GmbH) war ein deutscher Hersteller von Automobilen.

## Unternehmensgeschichte
Andreas Klasen gründete 1994 das Unternehmen zur Produktion von Automobilen. Standort war zunächst Heiligenbreite 37 in Überlingen, ab 1995 Oberibach 18 in Ibach. Der Markenname lautete COMminiCATION. 2002 war das Unternehmen in Dachsberg ansässig, und die Produktion erfolgte noch auf Bestellung. Vom Mai 2003 stammt die Information des Standortes Bernau und, dass die Produktion endete.

## Fahrzeuge
Das einzige Modell war der Evergreen. Dabei handelte es sich um einen Kleinwagen, der dem Mini ähnelte. Im Angebot standen eine viersitzige Version mit Targadach sowie ein Pick-up. Die Karosserien bestanden aus Kunststoff. Für den Antrieb sorgte ein Elektromotor mit 25 bis 28 PS Leistung. Die Höchstgeschwindigkeit war mit 120 km/h angegeben, und die Reichweite mit 100 km. Der Neupreis betrug 40.000 DM als Komplettfahrzeug und 10.000 DM als Bausatz.
Ein Fahrzeug wurde 1995 erfolgreich bei der ersten Rallye Monte Carlo de Véhicules Électriques eingesetzt.